# Звягинцева, Анна Викторовна
Звягинцева Анна Викторовна — профессор кафедры компьютерных технологий Донецкого национального университета (ДонНУ), доктор технических наук, доцент. Специалист в области системного анализа, теории опасности и риска.
Известна как автор работ по теории комплексной оценки и анализа риска природно-антропогенных систем, выполненных на основе событийной оценки в урбанистике, регионалистике и глобалистике.

## Биография
В 1999 году закончила Донецкий государственный технический университет (ДонГТУ) по специальности «Экология и охрана окружающей среды» (квалификация инженер химик-технолог). Имеет дипломы магистра по специальностям «Программное обеспечение автоматизированных систем» (ДонНТУ) и «Математика» (НИУ «БелГУ»). Трудовую деятельность начала в НТЦ «Реактивэлектрон» НАН Украины (Донецк). Потом работала в Донецком национальном техническом университете, Белгородском национальном исследовательском университете. В настоящее время занимает должность профессора кафедры компьютерных технологий (КТ) физико-технического факультета (ФТФ) ДонНУ.

## Основные концепции
Согласно трудам Звягинцевой А. В. комплексная оценка объектов и систем и оценка риска опасностей по совокупности показателей может быть осуществлена на основе представления состояний объектов как совместных событий наблюдения значений показателей. Это позволяет сформулировать способы обработки и анализа многомерной и разноплановой информации путем непосредственного алгоритмического подсчета апостериорных вероятностей индикативных, неблагоприятных или опасных событий. Данное научное направление, предложенное Звягинцевой А. В., получило название «событийной оценки». На основе работ по событийной оценке развивается модель векторного описания устойчивого развития применительно к социально-экономическим системам, теория опасности и риска, объективные методы комплексного измерения состояний систем и процессов их развития. При решении прикладных задач событийная оценка получает распространение в социофизике, урбанистике, регионалистике, глобалистике, при определении различных индексов и рейтингов, изучении социальных, экономических и экологических систем.

## Научные труды
Является автором порядка 150 научных работ, в том числе 5 монографий.

### Избранные статьи и монографии
1. Звягинцева А. В. Об оценке рисков опасных событий при анализе состояния и развития городов // Биосферная совместимость: человек, регион, технологии, № 2(22). 2018. — С. 85-97.
2. Звягинцева А. В. Изучение развития городов на основе моделей макроскопического описания городских подсистем // Информационные системы и технологии, № 4(108). 2018. — С. 5-15.
3. Аверин Г. В., Звягинцева А. В., Швецова А. А. О подходах к предсказательному моделированию сложных систем Архивная копия от 9 марта 2022 на Wayback Machine // Научные ведомости НИУ БелГУ. Сер. Экономика. Информатика. Том 45, № 1. 2018. — С. 140—148.
4. Звягинцева А. В. Событийная оценка состояния городов России по комплексу социально-экономических показателей Архивная копия от 17 мая 2018 на Wayback Machine // Научные ведомости НИУ БелГУ. Сер. Экономика. Информатика, № 9(258), вып. 42. 2017. — С. 122—132.
5. Аверин Г. В., Звягинцева А. В. О справедливости принципа соответственных состояний для систем различной природы Архивная копия от 8 марта 2022 на Wayback Machine // Научные ведомости НИУ БелГУ. Сер. Экономика. Информатика. № 16(265), вып. 43. 2017. — С. 104—112.
6. Звягинцева А. В., Михайлова А. А. Эконометрические шкалы и критерии для комплексной оценки развития регионов // Системный анализ и информационные технологии в науках о природе и обществе, № 1(12)-2(13). 2017. — С. 19-27.
7. Звягинцева А. В. Построение моделей состояния социальных объектов на основе анализа индикативных событий Архивная копия от 23 февраля 2022 на Wayback Machine // Информатика и кибернетика, № 2(8). 2017. — C. 50-57.
8. Звягинцева А. В. Вероятностные методы комплексной оценки природно-антропогенных систем Архивная копия от 24 февраля 2020 на Wayback Machine / Под науч. ред. д.т. н., проф. Г. В. Аверина. — М.: Спектр, 2016. — 257 с.
9. Звягинцева А. В. Методика событийной оценки и результаты ранжирования стран, регионов и городов по комплексу показателей // Системный анализ и информационные технологии в науках о природе и обществе, № 1(10)-2(11). 2016. — С. 148—185.
10. Аверин Г. В., Звягинцева А. В. О взаимосвязи статистической и информационной энтропии при описании состояний сложных систем Архивная копия от 5 мая 2018 на Wayback Machine // Научные ведомости НИУ БелГУ. Сер. Математика. Физика, № 20(241), вып. 44. 2016. — С. 105—116.
11. Звягинцева А. В. Системы оценки опасности и риска при загрязнении атмосферного воздуха: попытка обобщения подходов Архивная копия от 28 октября 2020 на Wayback Machine // Системный анализ и информационные технологии в науках о природе и обществе, № 1(6)-2(7). 2014. — С. 131—163.
12. Звягинцева А. В., Аверин Г. В. Построение уравнений состояний сложных токсикологических систем Архивная копия от 28 октября 2020 на Wayback Machine // Системный анализ и информационные технологии в науках о природе и обществе, № 1/2011. — C. 57-70.
13. Звягінцева Г.В. Методика з оцінки екологічних ризиків при забрудненні навколишнього природного середовища Архивная копия от 23 февраля 2022 на Wayback Machine // Вісник Донецького університету. Серія природничі науки. № 2/2009. — С. 370—379.
14. Аверин Г. В., Звягинцева А. В. Опасность и риск как характеристики особых состояний экологических и техногенных систем // Екологічна безпека, № 2/2008. — С. 22-30.

## Доступ к основным публикациям
- РИНЦ